# Les Amazones du temple d'or
Pour plus de détails, voir Fiche technique et Distribution.
Les Amazones du temple d'or (Tundra y el templo del sol) est un film d'aventures érotiques belgo-hispano-français réalisé par Alain Payet et Jesús Franco et sorti en 1986.

## Fiche technique
- Titre original : Les Amazones du temple d'or[1],[2]
- Titre espagnol : Tundra y el templo del sol
- Réalisation : Alain Payet, Jesús Franco
- Scénario : Georges Friedland, Jesús Franco
- Photographie : Henry Frogers
- Montage : Lina Lore
- Musique : Norbert Verrone
- Production : Marius Lesœur, Daniel-Simon Lesœur, Georges Friedland, Jesús Franco, Pierre Querut
- Sociétés de production : Eurociné, Brux International Pictures
- Pays de production :  France -  Belgique -  Espagne
- Langue originale : français
- Format : couleurs - 1,66:1 - Son mono - 35 mm
- Genre : Film d'aventures érotiques
- Durée : 86 minutes
- Dates de sortie : 
  - Allemagne de l'Ouest : octobre 1986
  - France : 17 janvier 1990

## Distribution
- Analía Ivars (es) (sous le nom d'« Joan Virly ») : Liana Simpson
- William Berger : Uruck le gardien du temple / prêtre
- Antonio Mayans (es) (sous le nom de « Robert Foster ») : Bud le guide de la jungle
- Stanley Kapoul (sous le nom de « Stanley Capoul ») : Koukou le chaman
- Françoise Blanchard : Blonde Amazone
- Jean-René Gossart : M. Simpson
- Olivier Mathot (sous le nom d'« Oliver Matthew ») : Père Johnstone, l'ami des Simpson
- Eva León : Rena la chef des Amazones (non créditée)
- Lina Romay : Garde amazone (non créditée)
- Emilio Linder : Harvey l'archéologue (non crédité)
- Alicia Príncipe : Bella, la femme de Harvey (non créditée)
- Rocky : Rocky (singe)
- Claude Marchal
- Jean-Claude Lerner

## Accueil critique
« Croulant sous un intense ridicule de la première à la dernière image, Les Amazones du temple d'or fait figure de véritable OVNI. Tournée en 1986, en plein boom du cinéma d’aventures à grand spectacle, l’œuvre semble témoigner d’une totale inconscience de la part de ses auteurs et financiers, dont on hésite à croire sérieusement que l’idée de la viabilité du projet les ait seulement effleurés. Comment, dans les années 1980, pouvait-on espérer faire gober au public un spectacle qui aurait déjà paru risible au temps de Comtesse Hachisch ? »

— Critique de Nanarland

## Faits curieux
Pour rendre plus réaliste le rapport amical entre Liana (le personnage d'Analia Ivars) et le singe Rocky, Analia devait passer autant de temps que possible avec lui. En conséquence, Rocky est devenu excessivement attaché à Analia. Pendant le tournage de la scène où Rocky devait déchaîner les protagonistes, au lieu d'exécuter la commande, il s'est approché d'António Mayans et a uriné sur sa tête—une vengeance motivée par la jalousie. Apparemment, il le voyait comme un rival. Jess Franco, furieux, a exigé que le singe soit remplacé.